# Do As Infinity
Do As Infinity es una banda de J-Rock. La banda debutó en 1999 como un trío, y tras varios años de varios éxitos, en 2005 decidieron separarse para continuar trabajos en solitario. Sin embargo, el 2008 la banda regresó nuevamente a la escena musical, esta vez como un dúo.
El nombre del grupo es constantemente abreviado como DAI, sigla que también utiliza Dai Nagao para sus composiciones, o también, y más generalizado entre los fanáticos japoneses, como DoAs.

## Integrantes
- Tomiko Van (伴 都美子 Ban Tomiko?) - 9 de enero de 1979. Vocalista
- Ryo Owatari (大渡 亮 Ōwatari Ryō?) - 4 de abril de 1971. Guitarrista

### Exintegrantes
- Dai Nagao (長尾 大 Nagao Dai?) - 28 de marzo de 1971. Compositor

## Historia

### Inicios
Todo comenzó en Dai Nagao, quién en 1998 era un músico reconocido del sello discográfico Avex, como uno de sus compositores principales, habiendo creado varios éxitos para Ayumi Hamasaki y hitomi. En 1999 el sello y Nagao ya habían comenzado el proyecto de formar una nueva banda de J-Pop/Pop rock, que era algo que faltaba dentro del sello. Tomiko Van en este mismo periodo se mudaba a la capital de Tokio, originalmente para estudiar en la Escuela Técnica de Moda ubicada en Naka-Meguro. En mayo de 1999, mientras se encontraba cantando en un bar de karaoke de Shibuya, es escuchada por ejecutivos de Avex, y observaron que tenía gran potencial para convertirse en cantante, y se mantuvieron en contacto con la joven. Inicialmente se tenía considerada a Mayumi Sada para ser la vocalista para esta nueva banda, y ya había sido informalmente decidida, pero los ejecutivos que vieron a Tomiko en el karaoke apostaron por ella, y posteriormente fue decidido que ella tomaría el cargo. Ya un mes después la joven se encontraba grabando en el estudio, ya se había escogido al joven Ryo Owatari -exintegrante de la banda pee-ka-boo-, y ya la banda estaba casi terminada.
Ya se preparaba el debut para Do As Infinity, y en forma consecutiva con la producción denueva música se decidieron las actuaciones callejeras en vivo como un factor importante para su promoción entre el público. Desde el 15 de agosto de este año se presentan por primera vez en la estación de Shibuya, cerca de donde está situada la estatua de Hachikō, y desde ahí comienzan a presentarse en varias locaciones callejeras de su país. Antes de su debut oficial la banda al final de cada de sus presentaciones en la calle, entregaban de forma gratuita a quienes los escuchaban un MD con algunas de sus pistas, que contenía nada más cuatro pistas. El 29 de septiembre de 1999, el trío lanzó su sencillo debut almercado japonés titulado "Tangerine Dream" en avex trax, y continuaron presentándose modestamente alrededor de las calles. Después de realizar durante tres meses prácticamente una presentación por día, en el mes de noviembre para conmemorar su actuación callejera n.º 100, se presentaron gratis en el Shibuya Kokaido -también conocido como Shibuya Public Hall-, para después volver a los estudios de grabación que habían tenido que esperar debido al agotador trabajo y desgaste que experimentaron en este tiempo. En diciembre la banda lanza su segundo sencillo, "Heart", y después de esto comienzan a dedicarse por completo a terminar su primer álbum de estudio, ya disponiendo de más tiempo después del término de las presentaciones callejeras. 
A principios del año 2000 la banda lanza su sencillo "Oasis", convirtiéndose en su primer trabajo que logra entrar al Top 30 de las listas de Oricon, y también la primera canción del grupo que fue utilizada como canción imagen promocional para un producto, el cual en esta ocasión fue una línea de cosméticos para la empresa Kanebo. Las siguientes canciones de la banda que fueron utilizadas para promocionar diversas cosas fueron dos de sus canciones de su siguiente sencillo, y también primera balada lanzada al mercado, "Yesterday & Today", que junto con "Raven" fueron utilizadas como canciones imagen del drama japonés Nisennen no Koi y la película de terror Uzumaki, respectivamente. Este fue su primer sencillo considerado un hit, ya que fue el primero en lograr logra acercarse Top 10 de las listas de lo más vendido de Japón en la semana de su lanzamiento.
Con el lanzamiento del primer álbum BREAK OF DAWN y su debut en el puesto n.º 3 de Oricon, la banda logra consolidarse dentro del mercado. Pero como podría pensarse que la banda se tomaría un pequeño descanso tras el lanzamiento de su primer álbum y la primera serie de sencillos, la banda retomó nuevamente el ritmo y grabando nuevas canciones que estarían incluidas en su siguiente trabajo de estudio, incluso antes de lanzarse el álbum. Su legendaria serie de conciertos callejeros terminó en el número cien, con un concierto gratuito para todos sus fanes que tomó lugar en el Shibuya Kōkaido.
En agosto del 2000 la banda ya lanzaba nuevo sencillo, que era "rumble fish", tema principal de la película Kamen Gakuen. "SUMMER DAYS", b-side de este sencillo, se convirtió con el tiempo en uno de los temas preferidos para interpretar en vivo por el grupo. Durante finales de este año se lanza el sencillo "We are.", primer y único tema de la banda con una clara influencia navideña, y que Tomiko Van declaró era la canción que más le gustaba de su grupo. En este trabajo también destaca la última aparición de Nagao como miembro más de la banda en los videos musicales.
El 31 de diciembre del 2000 en un evento organizado por Avex en la discoteque Velfarre, Nagao hizo su última aparición pública como un miembro más de Do As Infinity. Desde aquí decidió alejarse de la luz pública y dedicarse sólo a la creación de canciones para el grupo.

### Peak
En enero del 2001 se lanza "Desire", y se convierte en el primer sencillo que logra entrar al Top 10 de las listas de ventas japonesas. Y mientras van adquiriendo más reconocimiento y también mucho más éxito, finalmente consiguen que su segundo álbum de estudio, titulado NEW WORLD, se convirtiera en el primer n.º 1 de su carrera. Un mes después de ocurrido esto ya se preparaban para su primera gira nacional por Japón. La vocalista del grupo, Tomiko Van, fue convirtiéndose poco a poco en una figura más dentro de la televisión japonesa, y adquirió con atractivo contrato con la empresa de belleza Lavenus para promocionar sus productos en comerciales.
A finales de mayo del 2001 la banda lanza un nuevo sencillo, "Tooku Made". El siguiente sencillo, lanzado, "Fukai Mori", se convirtió en éxito, y popular a nivel mundial por fanáticos del anime, por ser el segundo tema de cierre de la popular serie de animación japonesa InuYasha. El lanzamiento de DEEP FOREST, el tercer álbum de estudio del grupo, fue marcado por el éxito y consiguió nuevamente el n.º 1 la semana de su lanzamiento, llegando a superar el medio millón de copias vendidas.
2002 vio el lanzamiento de la primera compilación de grandes éxitos del grupo, Do The Best, el cual fue nuevamente n.º 1 con ventas que superaron el millón de copias, y que les valió a finales de año un Japan Gold Disc Award.
Este año la banda viajó por primera vez fuera de su país natal, para promocionar en lugares como Taiwán o Hong Kong. El sencillo "Shinjutsu no Uta" posteriormente fue grabado también en chino mandarín para la versión asiática del cuarto álbum del grupo, TRUE SONG.

### Estabilización y separación
Dentro del año 2003 la banda se dedicó principalmente a presentarse en vivo. Su sencillo de ese año, "Honjitsu wa Seiten Nari", fue inspirado casi exclusivamente en la experiencia del grupo dentro de la gira nacional de a-nation, y meses después viajaron a los Estados Unidos por primera vez para realizar un concierto en un evento de anime en Texas.
A mediados del año 2004 recién comenzaron a trabajar en una nueva gira, donde dieron a conocer algunas de las canciones que estarían en su sexto álbum, a pesar de que ningún sencillo fue lanzado en todo el año hasta diciembre, con "Rakuen", que debutó n.º 2 en Oricon. El 2005 lanzan NEED YOUR LOVE, el sexto álbum, que contó sólo con dos singles promocionales.
Para el lanzamiento del sencillo n.º 20 de la banda, "TAO", ya se comenzó a notar un sentimiento de la futura separación, dentro de las letras de ésta y en el videoclip, donde al final Van pronunciaba un sordo "sayonara...". Después de presentarse en el a-nation de ese año, finalmente el grupo oficializó su separación el 29 de septiembre del 2005, exactamente 6 años después de su debut oficial, y realizaron su último concierto, "Do As Infinity -Final-" el 25 de noviembre de ese mismo año.

### Lapso en solitario
Un mensaje de despedida fue publicado en el sitio web del grupo, con partes escritas personalmente por cada integrante, y la última cancióndel grupo, titulada "Trust", fue publicada para ser escuchada en línea, aunque era cantada por Kana Mizushima, vocalista de I-lulu. Fueron lanzadas varias compilaciones tras la separación del grupo, incluido un álbum de selección musical que hicieron los fanáticos del grupo, un álbum instrumental, y un box-set con todos los álbumes de estudio reeditados.
Tomiko Van debutó como solista el 2006 con su álbum "FAREWELL", disco que se distanció notablemente de sus anteriores trabajos con Do As Infinity, con melodías mucho más tranquilas y orientadas a estilos como el Jazz. Ryo Owatari con dos excompañeros de su anterior banda Pee-Ka-Boo -y que por cierto también formaban parte del personal Do As Infinity-, aparecieron como la banda Missile Innovation inicialmente el 2005, y tras la separación del grupo comenzó a dedicarle mayor tiempo a este proyecto. Dai Nagao continuó creando música y produciendo artistas, como Amasia Landscape o I-lulu.

### El regreso
En julio del 2008, secretamente los integrantes del grupo y el personal se reunieron de forma oficial después de 3 años de la separación. El 30 de agosto, después de muchos rumores no aclarados, Do As Infinity se presenta como invitado sorpresa en el a-nation de ese año en Tokio, causando euforia entre los fanáticos. El 30 de septiembre la banda ofreció un concierto gratis en el Yoyogi Park, lo que marcó el inicio del regreso de la banda. Lo que sí sorprendió esque Do As Infinity ahora se presentaba como un dúo compuesto por Van y Ryo, lo que confirmó que Dai Nagao ya no formaba parte de esta nueva etapa del grupo.
Tras varios meses de expectación finalmente en junio de 2009 se lanza un EP titulado ∞1 (Infinity One), y en septiembre un nuevo álbum, titulado ETERNAL FLAME. Ambos trabajos debutaron dentro del Top 10 de las listas de Oricon.
En el 2009 también regresaron al trabajo para la nueva serie de anime Inuyasha Kanketsu-Hen, la segunda parte de la afamada serie de anime, esta vez con un Opening "kimi Ga Inai Mirai" que será utilizado a lo largo de toda la serie.

## Respecto a la sigla de D·A·I
Dai Nagao es al que se le conoce comúnmente como D·A·I, aunque también puede ser la sigla de Do As Infinity; desde el momento del debut de la banda en cada trabajo todos los créditos estaban asumidos por la sigla D·A·I, pero la persona en concreto que creaba esa canción no quedaba concreta, pero en el disco Do The B-Side en los créditos de la canción "BE FREE" esto fue aclarado. En lo respecto a la escritura de letras de las canciones pertenecen a Van y Owatari con la ayuda de Saiko Kawamura. Los productores Kawamura y Harada, pertenecientes al cuarto departamento de producción de Avex Trax, han estado detrás de la carrera de Do As Infinity desde sus inicios, y Kayoko Shinchi se encargaba de la música y las canciones de la banda en algunas de las canciones bajo el nombre de D·A·I. Entonces no sólo debe tomarse a esta sigla como a Nagao, Van y Owatari, sino que también hay otros involucrados.

## Discografía

### Álbumes
| n.º  | Información                                                                                                  | Copias vendidas |
| ---- | --- | --------------- |
| 1st  | BREAK OF DAWN - Lanzamiento: 23 de marzo de 2000 - Sello: avex trax - Posición más alta en Oricon: #3        | 320.000         |
| 2nd  | NEW WORLD - Lanzamiento: 21 de febrero de 2001 - Sello: avex trax - Posición más alta en Oricon: #1          | 354.000         |
| 3rd  | DEEP FOREST - Lanzamiento: 19 de septiembre de 2001 - Sello: avex trax - Posición más alta en Oricon: #1     | 609.000         |
| 4th  | TRUE SONG - Lanzamiento: 26 de diciembre de 2002 - Sello: avex trax - Posición más alta en Oricon: #5        | 272.000         |
| 5th  | GATES OF HEAVEN - Lanzamiento: 27 de noviembre de 2003 - Sello: avex trax - Posición más alta en Oricon: #3  | 294.000         |
| 6th  | NEED YOUR LOVE - Lanzamiento: 16 de enero de 2005 - Sello: avex trax - Posición más alta en Oricon: #3       | 137.000         |
| 7th  | ETERNAL FLAME - Lanzamiento: 30 de septiembre de 2009 - Sello: avex trax - Posición más alta en Oricon: #¿?  | ??????          |
| 8th  | TIME MACHINE - Lanzamiento: 12 de marzo de 2012 - Sello: avex trax - Posición más alta en Oricon: #5         | 609.000         |
| 9th  | DO AS INFINITY X - Lanzamiento: 10 de octubre de 2012 - Sello: avex trax - Posición más alta en Oricon: #¿?  | ??????          |
| 10th | BRAND NEW DAYS - Lanzamiento: 25 de febrero de 2015 - Sello: avex trax - Posición más alta en Oricon: #¿?    | ??????          |
| 11th | ALIVE - Lanzamiento: 28 de febrero de 2018 - Sello: avex trax - Posición más alta en Oricon: #¿?             | ??????          |
| 12th | DO AS INFINITY - Lanzamiento: 25 de septiembre de 2019 - Sello: avex trax - Posición más alta en Oricon: #¿? | ??????          |

Todos los nombres de los álbumes están escritos con letras mayúsculas; nota como los distintos álbumes comienzan con la letra final del álbum anterior. Después del tercer álbum esta concordancia no había sido a propósito, pero tras darse cuenta de este punto bastante interesante, para los siguientes álbumes fue hecho de manera intencional.

### Sencillos
| Fecha      | Título                                                                               | Oricon        | Oricon  | Álbum           | Sello     |
| Fecha      | Título                                                                               | Posición peak | Ventas  | Álbum           | Sello     |
| ---------- | ------------------------------------------------------------------------------------ | ------------- | ------- | --------------- | --------- |
| 1999.09.29 | "Tangerine Dream" debut single                                                       | #58           | 4.140   | BREAK OF DAWN   | avex trax |
| 1999.12.08 | "Heart" 2nd single                                                                   | #56           | 7.000   | BREAK OF DAWN   | avex trax |
| 2000.01.26 | "Oasis" 3rd single                                                                   | #25           | 76.640  | BREAK OF DAWN   | avex trax |
| 2000.02.23 | "Yesterday & Today" 4th single                                                       | #10           | 156.180 | BREAK OF DAWN   | avex trax |
| 2000.08.02 | "Rumble fish" 5th single                                                             | #20           | 36.970  | NEW WORLD       | avex trax |
| 2000.11.29 | "We are." 6th single                                                                 | #16           | 54.340  | NEW WORLD       | avex trax |
| 2001.01.24 | "Desire" 7th single                                                                  | #8            | 145.420 | NEW WORLD       | avex trax |
| 2001.04.25 | "Tōku Made" 遠くまで 8th single                                                      | #12           | 89.600  | DEEP FOREST     | avex trax |
| 2001.05.30 | "Week!" 9th single                                                                   | #8            | 72.920  | DEEP FOREST     | avex trax |
| 2001.06.27 | "Fukai Mori" 深い森 10th single                                                      | #5            | 173.630 | DEEP FOREST     | avex trax |
| 2001.09.05 | "Bōkensha-tachi" 冒険者たち 11th single                                              | #7            | 86.770  | DEEP FOREST     | avex trax |
| 2002.02.27 | "Hi no Ataru Sakamichi" 陽のあたる坂道 12th single                                   | #5            | 126.030 | Do The Best     | avex trax |
| 2002.07.31 | "Under the sun/Under the moon" 13th single                                           | #5            | 63.620  | TRUE SONG       | avex trax |
| 2002.10.30 | "Shinjitsu no Uta" 真実の詩 14th single                                              | #5            | 69.639  | TRUE SONG       | avex trax |
| 2003.06.11 | "Mahō no Kotoba ~Would you marry me?~" 魔法の言葉～Would you marry me?～ 15th single | #4            | 64.521  | GATES OF HEAVEN | avex trax |
| 2003.09.25 | "Honjitsu wa Seiten Nari" 本日ハ晴天ナリ 16th single                                 | #4            | 48,122  | GATES OF HEAVEN | avex trax |
| 2003.11.06 | "Hiiragi" 柊 17th single                                                             | #7            | 122.000 | GATES OF HEAVEN | avex trax |
| 2004.12.15 | "Rakuen" 楽園 18th single                                                            | #2            | N/A     | NEED YOUR LOVE  | avex trax |
| 2005.01.19 | "For the future" 19th single                                                         | #6            | N/A     | NEED YOUR LOVE  | avex trax |
| 2005.07.27 | "TAO" 20th single                                                                    | #11           | 37.329  | Do The A-side   | avex trax |
| 2009.06.17 | "∞1" 21st single                                                                     | #10           | 14.546  | ETERNAL FLAME   | avex trax |
| 2010.01.20 | "Kimi ga Inai Mirai" 君がいない未来 22nd single                                      |               |         | EIGHT           | avex trax |
| 2010.06.16 | "∞2" 23rd single                                                                     |               |         | EIGHT           | avex trax |
| 2010.09.29 | "Jidaishin" 24th single                                                              |               |         | EIGHT           | avex trax |
| 2011.07.27 | "Chikai" 誓い 25th single                                                            |               |         | TIME MACHINE    | avex trax |
| 2011.09.07 | "Ariadne no Ito" アリアドネの糸 26th single                                          |               |         | TIME MACHINE    | avex trax |
| 2011.11.16 | "Tasogare" 黄昏 27th single                                                          |               |         | TIME MACHINE    | avex trax |

### Compilaciones
- Do The Best, 20 de marzo de 2002
- Do The B-side, 23 de septiembre de 2004
- Do The A-side, 28 de septiembre de 2005

### Conciertos
- Do the Live, 12 de marzo de 2003
- Do As Infinity LIVE IN JAPAN, 31 de marzo de 2004

## DVD

### DVD Singles
- Tooku Made (遠くまで), 25 de abril de 2001)
- Shinjitsu no Uta (真実の詩), 26 de diciembre de 2002)

### Compilación Videos
- 9, 7 de marzo de 2001
- 5, 27 de septiembre de 2001
- THE CLIP SELECTION, 11 de diciembre de 2002
- 8, 7 de enero de 2004

### Conciertos
- Do As Infinity LIVE TOUR 2001 ~DEEP FOREST~, 20 de marzo de 2002
- Do As Infinity LIVE IN JAPAN, 31 de marzo de 2004
- Do As Infinity LIVE YEAR 2004, 3 de marzo de 2005
- Do As Infinity LIVE IN JAPAN 2, 28 de septiembre de 2005
- Do As Infinity LIVE ~final~, 8 de marzo de 2006

## VHS

### Compilación Videos
- 9, 7 de marzo de 2001)
- 5, 27 de septiembre de 2001